# Wikipédia en wallon
Wikipédia en wallon (en wallon : Wikipedia e walon) est l’édition de Wikipédia en wallon,  langue d'oïl parlée en Wallonie, en Belgique, et dans le nord des Ardennes, en France. L'édition est lancée en juin 2003. Son code est : wa.
Au 20 mars 2025, l'édition en wallon contient 12 582 articles et compte 26 326 contributeurs, dont 35 contributeurs actifs et 4 administrateurs.

## Présentation

Aire de diffusion du wallon et zones linguistiques de la Wallonie.
Les dialectes du Wallon.

## Statistiques
- En octobre 2013, l'édition en wallon compte 12 986 articles, 9 201 utilisateurs enregistrés et 13 utilisateurs actifs[N 1],[3].
- Le 15 février 2018, elle compte 14 524 articles, 15 354 utilisateurs, 17 utilisateurs actifs et 1 administrateur[3].
- Le 7 novembre 2022, elle contient 11 643 articles et compte 22 600 contributeurs, dont 34 contributeurs actifs et 4 administrateurs.
- Le 27 août 2024, elle contient 12 420 articles et compte 25 390 contributeurs, dont 40 contributeurs actifs et 4 administrateurs.